# Endoraecium digitatum
Endoraecium digitatum är en svampart som först beskrevs av Georg Winter, och fick sitt nu gällande namn av M. Scholler & Aime 2006. Endoraecium digitatum ingår i släktet Endoraecium och familjen Raveneliaceae.   Inga underarter finns listade i Catalogue of Life.